# 奥米茄四体病毒属
奥米茄四体病毒属（学名：Omegatetravirus），也写作ω四体病毒属，是阿尔法四体病毒科下的一个属。

## 下属物种
本属包括以下物种：
- 马尾松毛虫四体病毒 Dendrolimus punctatus virus
- 棉铃虫矮化ω四体病毒 Helicoverpa armigera stunt virus
- 松天蚕蛾ω四体病毒 Nudaurelia capensis omega virus